# Principiul Goldilocks
Principiul Goldilocks afirmă că ceva trebuie să se încadreze în anumite limite, în opoziție cu atingerea extremelor. Este folosit, de exemplu, în ipoteza Pământului rar pentru a se afirma că o planetă trebuie să fie nici prea departe nici prea aproape de soare pentru a susține viața. Fiecare extremă ar putea duce la incapacitatea planetei de a susține viața. O astfel de planeta este numită planetă Goldilocks.
Principiul Goldilocks provine dintr-o poveste pentru copii Goldilocks și cei trei urși în care o fetiță găsește o casă cu trei urși. Fiecare urs are diferite lucruri, cum ar fi alimente, paturi, etc. După ce a testat pe fiecare dintre cei trei, Goldilocks a stabilit că unul a avut întotdeauna prea multe lucruri într-un singură extremă (prea calde, prea mari, etc. ), unul în cealaltă extremă (prea reci, prea mici, etc. ), iar unul a avut lucruri exact cum trebuie. 